# Rue d'Eupatoria
La rue d'Eupatoria est une voie du 20e arrondissement de Paris, en France.

## Situation et accès

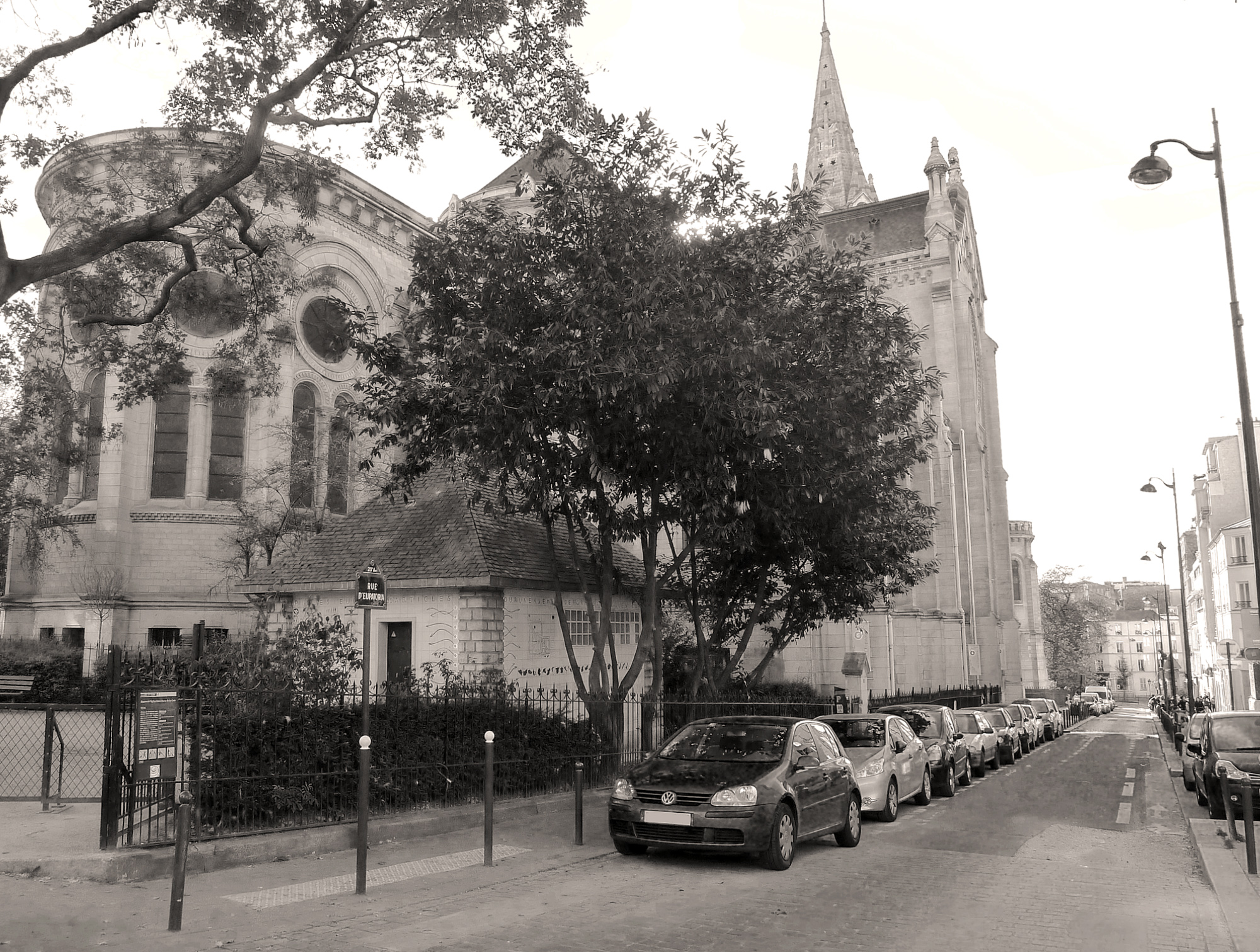
Le square et l'église Notre-Dame-de-la-Croix longés par la voie.

La rue d'Eupatoria est une voie publique située dans le 20e arrondissement de Paris. Elle débute au 2 ter, rue Julien-Lacroix et se termine au 1, rue de la Mare. Elle longe la face nord de l'église Notre-Dame-de-la-Croix de Ménilmontant ainsi que le square attenant du même nom.

## Origine du nom
Eupatoria — Evpatoria (prononciation : Yevpatoria) en ukrainien — est une ville de Crimée, centre administratif de la municipalité d'Evpatoria située au nord de Sébastopol qui porte le nom du lieu de débarquement de l'armée française en Crimée en 1854.
Elle fut le lieu de la bataille d'Eupatoria, engagement le plus important de la campagne d'hiver 1855 durant la guerre de Crimée. La ville était une importante garnison ottomane dont voulaient s'emparer les troupes russes, commandées par le général Stepan Khrouleff.

## Historique
Cette voie, ouverte sur l'ancienne commune de Belleville par un décret du 23 octobre 1852 sous le nom de « rue de l'Alma », a été classée dans la voirie parisienne en vertu du décret du 23 mai 1863 et a pris sa dénomination actuelle par un décret du 24 août 1864.
L’ancienne appellation se rapportait aussi à la guerre de Crimée, le changement étant dû au fait que Paris était déjà doté avant son agrandissement d’un pont de l’Alma, d’une place de l’Alma et d’une avenue de l’Alma (avenue qui prendra le nom d’« avenue George-V » en 1918).